# Théâtre national slovaque
Le théâtre national slovaque (slovaque : Slovenské národné divadlo) est l'une des principales institutions culturelles slovaques. Le théâtre a été fondé en 1920 peu après l'indépendance de la Tchécoslovaquie. Actuellement, le théâtre national slovaque se produit dans 2 bâtiments de Bratislava, l'un construit en 1886 l'autre en 2007. Le théâtre est la résidence de trois troupes professionnelles, théâtre, ballet et opéra.

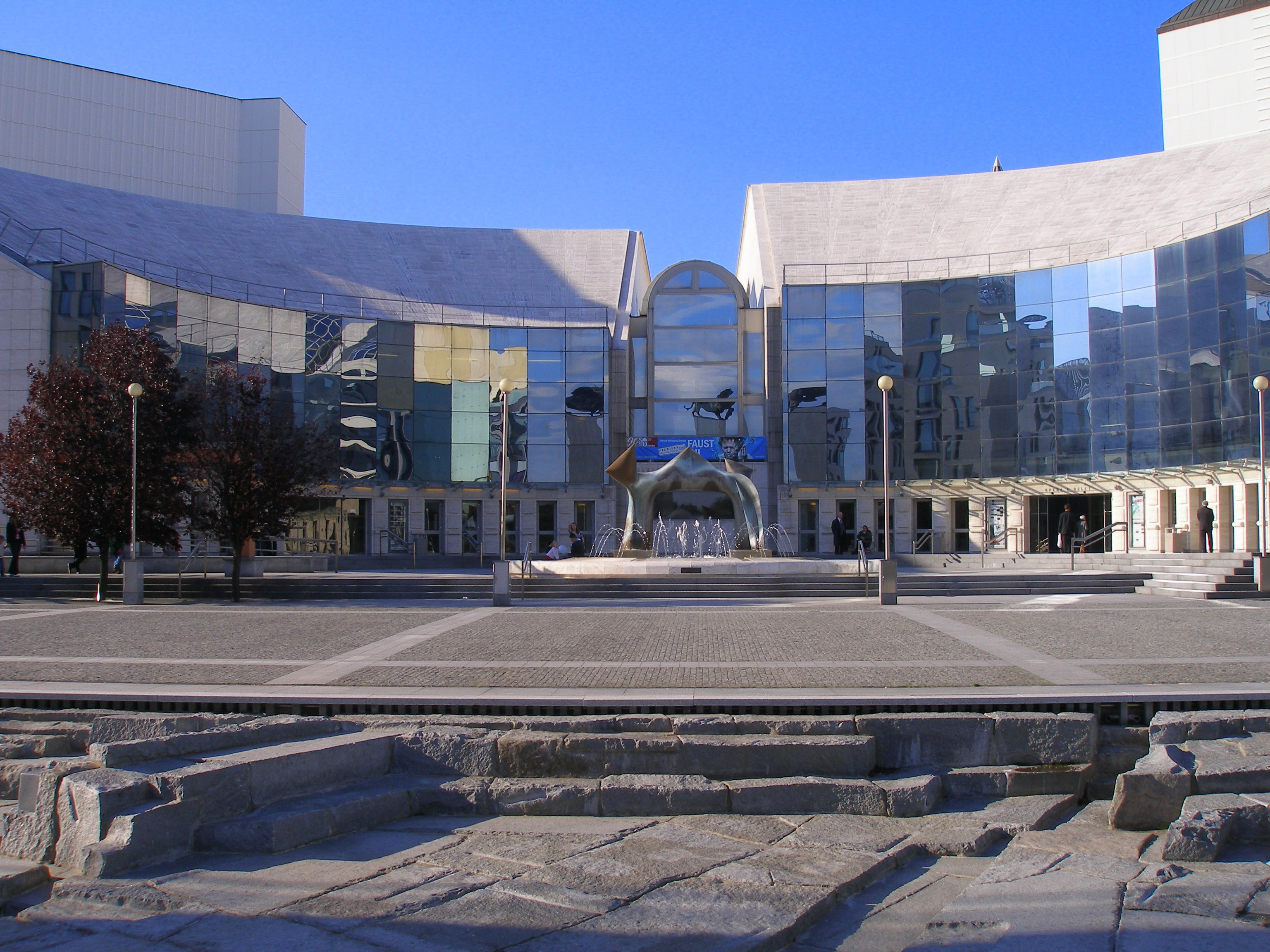